# Peter Minshall
Peter Minshall (* 16. Juli 1941 in Georgetown, Guyana) ist ein trinidadischer Kostümdesigner und Choreograf.

## Leben
Minshall wurde in Guyana als Sohn eines Engländers und einer Guyanerin geboren. Mit zwölf Jahren migrierte er mit seiner Familie nach Trinidad, da sein Vater Wilson in Port of Spain eine Stelle als Zeichner von Cartoons angenommen hatte. Peter besuchte dort das renommierte Queen’s Royal College. Mit 13 bastelte er aus gefundenen Komponenten sein erstes Kostüm und gewann damit den Kinderkarneval seiner Schule, was als Initialzündung für seinen späteren Werdegang angegeben wird. Nach der Schulzeit arbeitete er als Sprecher für Radio Trinidad und war dort unter anderem für die Kommentierung der Montags- und Dienstagszüge des trinidadischen Karnevals zuständig. Mit 21 Jahren zog er nach London, um an der Central School of Art and Design Theaterwissenschaften und Szenografie zu studieren. 1976 zog er zurück nach Trinidad und lebt seitdem wieder dort.

## Werk
Minshalls erste Arbeit waren Kostüme, die er während seines Studiums für das Sadler’s Wells Theatre anfertigte, nachdem ein Intendant seine Entwürfe für Karnevalskostüme gesehen und ihn beauftragt hatte. In der Folge wurde er mit weiteren Produktionen für Theaterstücke beauftragt, so für die Tänzerin Beryl McBurnie und die Dramatiker Mustapha Matura und Errol Hill. 1973 stattete er seinen ersten Karnevalszug aus, der am Notting Hill Carnival teilnahm. Ein seine Karriere zündendes Karnevalskostüm entwarf er für seine Stiefschwester für die Karnevalssaison 1974; die Umsetzung erforderte fünf Wochen Zeit und die Arbeit von zwölf Personen.
1976 wurde er vom Ehepaar Stephen und Elsie Lee Heung, die seit 30 Jahren erfolgreich Karnevalszüge entwarfen, um ein Design für einen kompletten Zug im trinidadischen Karneval gebeten, da Stephen Heung vom Kostüm für Minshalls Stiefschwester beeindruckt war. Minshall wählte als zentrales Motiv des Zuges das Gedicht Paradise Lost von John Milton aus. Seine Kostüme waren technisch so weit fortgeschritten, dass sie abseits des Gewinns der bedeutenden Preise des 1976er-Karnevals die Ansprüche an die Züge des trinidadischen Karnevals nachhaltig veränderten. So war es vor Minshall üblich, dass Teilnehmer eines Karnevalszuges Kostüme trugen, die unter einem Motto standen. Paradise Lost erzählte erstmals eine Geschichte, die durch den Zug tänzerisch dargestellt wurde und die durch technische Hilfsmittel wie kinetische Skulpturen und passgenau eingesetzte Requisiten unterstützend visualisiert wurde. Vor Minshall bewegten sich die Teilnehmer eines Zuges zur Musik, seit Paradise Lost galt ihr Einsatz als Performance bzw. Straßentheater. Der Einsatz von Flügeln an Karnevalskostümen geht ebenfalls auf Minshall zurück. In den folgenden Jahren entwarf Minshall insgesamt 25 weitere Karnevalszüge, 1978 erstmals komplett unter eigenem Namen. Den „Band of the Year“-Titel errang er dabei 1979, 1981, 1987, 1995, 1996, 1997 und 2006. Als einzigem Zugdesigner gelang ihm dabei der Sieg in drei aufeinander folgenden Jahren. Der 1982er-Zug Papillon umfasste 2500 Tänzer mit jeweils drei Meter hohen Schmetterlingsflügeln. Die Königsfigur des 1983er-Zuges River, eine 4,70 Meter hohe, kinetische Skulptur namens ManCrab, die von einer einzigen Person bedient wurde und gemeinsam mit der Königinnenfigur Washerwoman und deren zweitausendköpfigem Gefolge über drei Karnevalstage hinweg den Kampf der beiden Hauptfiguren tänzerisch darstellte, gilt als Wendepunkt der trinidadischen Kunstgeschichte. Der Kunstwissenschaftler Christopher Cozier wertete rückblickend, nachdem ManCrab den Grand Stand der Savannah passiert habe, „hatte es wieder einen Wert, in dieser (der trinidadischen) Gesellschaft Künstler zu sein“. 1985 ließ Minshall im Rahmen seines Arrangements The Golden Calabash zwei komplette von ihm entworfene Züge, Princes of Darkness und Lords of Light, gegeneinander antreten und so einen Kampf von Gut gegen Böse symbolisieren. Nur 1991 und 1992 entwarf Minshall keine Züge, beeinflusst durch den Jamaat-al-Muslimeen-Putschversuch vom Juli 1990. 1997 stellte er mit dem Zug Tapestry seine Arbeit für den trinidadischen Karneval ein. Für Tapestry verschob das staatliche trinidadische Fernsehen die Abendnachrichten, um den Zug in voller Länge zeigen zu können.
Minshalls Wirken wurde durchaus kontrovers aufgenommen: Da er sich mit seinen Zügen vom restlichen Karneval inhaltlich deutlich absetzte und andere Züge durch zeitliche Verzögerungen in deren Wirken behinderte, kam es zu Protesten anderer Zugführer, die zu geringen Wertungen seitens der Preisrichter führten.
Minshall entwarf lediglich 2006 auf Bitten des trinidadischen National AIDS Coordinating Committee noch einen mittelgroßen (unter 1000 Tänzer) Zug namens The Sacred Heart, bei dem 400 Tänzer einen Kampf zwischen Gut und Böse und die Heilung des durch Gier, Korruption, Verbrechen und Krankheit gebrochenen Herzens Trinidads darstellten. Nach weiteren zehn Jahren Pause trat er 2016 mit einer Königsfigur um den Carnival King-Titel an und kombinierte hierfür die klassische trinidadische Karnevalsfigur des Stelzentänzers „Moko jumbie“ mit dem aus dem europäischen Kulturkreis stammenden Ballett Schwanensee. Die Darbietung wurde erneut kontrovers aufgenommen, erreichte in der Kritikerwertung nur einen dritten Platz und wurde als „unkarnevalistisch“ kritisiert, wurde vom Publikum und einigen Kritikern aber begeistert gefeiert. Nach 14 Jahren Abstinenz entwarf er 2020 wieder einen Zug und gewann mit Mas Pieta den Titel für den besten großen Zug und den Titel „Band of the Year“; seine Königs- und Königinnenfiguren „Love of Power“ und „Power of Love“ machten außerdem den zweiten Platz im diesbezüglichen Wettbewerb.
Minshall selbst beschreibt seine Arbeit so: „Der trinidadische Karneval ist eine Form des Theaters, bei dem die Kostüme eine dominante Rolle einnehmen, (…) so dass sie zu Skulpturen werden. Und wenn man Menschen hineinsteckt, beginnen sie zu tanzen. Das ist mein Fachgebiet. (…) Ich habe 2000 bis 3000 Menschen zur Verfügung, die sich zur Musik bewegen. Ich webe Farben, Flächen und Formen um sie herum, und sie passieren den Betrachter wie eine visuelle Symphonie.“
Auf Grund seiner Erfahrung mit dem Design von Zeremonien bei Massenveranstaltungen wurde er mehrfach mit dem Entwurf und der Ausstattung von Eröffnungszeremonien beauftragt, so bei den Panamerikanischen Spielen 1987, den Olympischen Sommerspielen 1992 und 1996, den Olympischen Winterspielen 2002 und den Pariser Feierlichkeiten des französischen Nationalfeiertages 1992. Für die Sommerspiele 1996 in Atlanta entwarf er gemeinsam mit Doron Gazit den Tall Boy, eine Art aufblasbaren Luftballon in Menschenform, der durch einen unter der Figur angebrachten Ventilator in stetige Bewegungen versetzt und heute weltweit als Werbemittel eingesetzt wird.
Ein Dokumentarfilm über den Kostümdesigner, Mas Man Peter Minshall, erschien 2010. Ein weiterer Dokumentarfilm, gedreht vom trinidadischen Filmemacher Christopher Laird, über den Karnevalszug Paradise Lost von 1976 erschien im September 2015, lief auf dem Toronto International Film Festival und gewann auf dem Caribbean Tales Film Festival den Preis für den besten Kurzfilm.

### Auszeichnungen
- Band of the Year: 1976, 1979, 1981, 1987, 1995, 1996, 1997, 2006, 2020
- 1982: Guggenheim-Stipendium
- 1987: Chaconia Medal in Silber
- 1991: Ehrendoktorwürde der University of the West Indies
- 1996: Trinity Cross
- 2001: Prinz-Claus-Preis
- 2005: Republic Day Award[16]